# Internationella vegandagen
Internationella Vegandagen, World Vegan Day, startades den 1 november 1994 av Louise Wallis, ordförande i Vegan Society UK för att uppmärksamma den veganska livsstilen och påminna om grundandet av världens första veganförening Vegan Society UK som bildades i november 1944 av Donald Watson. Watson var också den som myntade begreppet vegan. Dagen uppmärksammas varje år i Sverige av Svenska veganföreningen och Djurens Rätt.